# Clematis millefoliata
Clematis millefoliata là một loài thực vật có hoa trong họ Mao lương. Loài này được Eichler mô tả khoa học đầu tiên năm 1864.